# Too Young
Too Young je píseň od české skupiny A Banquet, která vyšla jako singl v roce 2013. Skupina píseň natočila v prosinci 2012 v Anglii. Klip vznikl ve spolupráci s Martinem Živockým a byl financován penězi od fanoušků v rámci projektu startovac.cz